# 保健学科
保健学科（ほけんがっか）は、日本の大学に置かれる学科。
主には医学部に置かれ、医療科学/保健学を教授する医学部保健学科（医学部#保健学科参照、旧医療技術短期大学部）などであるが、その他保健学科を冠した学科もいくつか存在する。

## 保健学科を置く日本の大学
保健学科
- 北海道大学医学部
- 弘前大学医学部
- 秋田大学医学部
- 東北大学医学部
- 群馬大学医学部
- 筑波技術大学保健科学部
- 信州大学医学部
- 新潟大学医学部
- 名古屋大学医学部
- 大阪大学医学部
- 神戸大学医学部
- 鳥取大学医学部
- 岡山大学医学部
- 山口大学医学部
- 徳島大学医学部
- 九州大学医学部
- 長崎大学医学部
- 熊本大学医学部
- 鹿児島大学医学部
- 琉球大学医学部

類似名称
- 千葉科学大学危機管理学部 保健医療学科
- 東京科学大学医学部 保健衛生学科
- 北里大学医療衛生学部 保健衛生学科
- 金沢大学医薬保健学域 保健学類

口腔保健学科
口腔保健学科を参照
その他
- 鎌倉女子大学家政学部 家政保健学科
- 関西女子短期大学 養護保健学科
- 四国大学生活科学部 養護保健学科
- 山野美容芸術短期大学 美容保健学科

## その他
- 栃木県立衛生福祉大学校